# 七海エリー
七海 エリー（ななみ エリー、1986年11月15日 - ）は、日本のモデル、女優、キャスターである。

## 略歴
1999年、ソニーミュージックのオーディション 「smAsh」でファイナリスト。アミューズファームに所属。「ピチレモン」モデル。2004年にヤングジャンプ制コレ'04に出場した。2005年にサントリー「なっちゃん」コマーシャルで映像作品デビュー。大学進学後、フレッシュパワーに所属し、坂口エリーの名義で「BOAO」専属モデルとなる。ABP inc.に移籍後は七海エリとしてスチールモデルとして資生堂やPanasonic、ルメルシェ、ハウス食品などの広告でモデルを務めた。
トヨタオフィス所属後は七海エリーに改名、女優業に重きを置き、映画「貞子vs伽椰子」で山村貞子役を担当し注目を集める。

## 人物
- もともと多趣味であったが、CSのプロレス番組「STRONG STYLE MANIA」MC[6]を2年間務めたことで以降もプロレス観戦を趣味としている。オファー前はプロレス知識も一切なかったが、ともにMCをした蝶野正洋の教示や、レスラーへの密着インタビューを通じ、試合とのギャップやルールの奥深さに惹かれていったという。また、この趣味が高じてアクションにも興味を持った。

- 2011年の「STRONG STYLE MANIA」新年特番では真壁刀義にデートを申し込み、1日デートをするドッキリ企画を行った[7]。

- ホラー映画はグロければグロいほどに好きである。

## 出演

### テレビドラマ
- 「鉄板少女アカネ」（2006年、TBS） - 早乙女ユリ 役
- 「ですよねぇ。」（2006年、TBS） - 女子高生 役
- 「Happy!」（2006年、TBS）
- 「ガリレオ」（2007年、フジテレビ）
- 「リアル・クローズ」（2007年、フジテレビ）
- 「東京DOGS」（2007年、フジテレビ）
- 「0号室の客」（2007年、フジテレビ） - サチ 役
- 「バーテンダー」（2011年、テレビ朝日） - レギュラー編集部員 役
- 「ピン女のメリークリスマス」（2012年、日本テレビ）
- 「チープフライト」（2013年、日本テレビ）
- 「まれ」（2015年、NHK）
- 「仮面ライダードライブ」（2015年、テレビ朝日） - 看護師 役
- 「スニッファー嗅覚捜査官」（2016年、NHK）

### 映画
- 「たゆたう」（2010年、監督：葛西美紗子） - 澤田 役
- 「Paradise Kiss パラダイス・キス」（2011年、監督：新城毅彦）
- 「僕等がいた」（2012年、監督：三木孝浩）
- 「ひみつのアッコちゃん」（2012年、監督：川村泰祐）
- 「貞子vs伽椰子」（2016年、監督：白石晃士） - 山村貞子 役

### ウェブドラマ
- 「ラブ・コレ 東京Love Collection」（2006年、GYAO!） - 泉 役

### テレビ
- 「～蝶野正洋プロデュース～ STRONG STYLE MANIA」（2009年 - 2011年12月30日、J SPORTS） - レギュラー／アシスタントMC[8]
- 「男子食堂TV」（2011年 - 2012年、KKベストセラーズ配信動画、ODAIBA　TV） - レギュラー／アシスタントMC
- 「お説教アイドル 叱るGENJI」（2013年、ABC朝日放送）
- 「Lifeサプリ～かしこくなるTV～」（2015年、BS日テレ）

### 舞台
- 「PEACE MAKER 〜新撰組参上〜」（2011年6月3日 - 12日、シアターGロッソ） - 山崎歩 役
- 「舞台版・コードギアス 反逆のルルーシュ　騒乱前夜祭」（2012年4月5日 - 16日、かつしかシンフォニーヒルズ・モーツァルトホール） - 紅月カレン 役

### 雑誌
- 「ピチレモン」（2002年）
- 「制コレISM03 ヤングジャンプ制服コレクション2003-2004YEAR BOOK」（2004年、集英社）
- 「Street Jack」（2005年、KKベストセラーズ）
- 「BOAO」（2007年 - 2008年4月、マガジンハウス） - 専属モデル
- 「an・an」（マガジンハウス）

### テレビCM
- 「白い恋人」（2002年、石屋製菓）
- 「なっちゃん」（2005年、サントリー）
- 「旅割 秋ver. 食べガール（北海道）」（2010年、ANA・トレインチャンネル）
- 「ラグナブレイク　天界篇・魔界篇」（2012年、モバゲー）
- 「一番搾り生〈シェア・オブ・ハピネス篇〉」（2013年、キリンビール）
- 「“あなたの未来に富士通の技術”クラウド篇」（2013年、富士通）
- 「KOSE ESPRIQUE “スタンプジュレ”ファンデ」（2014年、コーセー）
- 「スミノフアイス“らしさ全開篇”」（2014年、キリン・ディアジオ）
- 「ダイワのNISA積立サービス“今を輝く女性編”」（2014年、大和証券）
- 「ソフィはだおもい」（2015年、ユニ・チャーム）
- 「MOSDO! 大好きなおいしさ- Mister Donut篇」（2015年、ミスタードーナツ）
- 「スニッカーズ/貞子篇」（2016年、マース ジャパン）[9]

### PV
- THE イナズマ戦隊「未来の地図」（2010年、日本クラウン）
- Dezille Brothers「ゴキゲンナナメ」（2011年、キングレコード）

### スチールモデル
- サティ（2000年）
- NTTドコモ北海道（2002～2003年）
- 資生堂（2009年、1年間）
- Panasonic（2009年、1年間）
- ルメルシェ　スチール、WEB（2010年）
- ハウス食品「ウコン」WEB（2010年）
- 湘南ラスカ　イメージモデル（2011年）
- convivion スチール
- チバヴィジョン WEB（2012年）